# 杜蘭德鎮區 (伊利諾伊州溫納貝戈縣)
杜蘭德鎮區（英語：Durant Township）是位於美國伊利諾伊州溫納貝戈縣的一個行政鎮區。

## 地方資料
根據2010年美國人口普查的數據，杜蘭德鎮區的面積為76.70平方千米，當中陸地面積為76.70平方千米，而水域面積為0.00平方千米。當地共有人口2394人，而人口密度為每平方千米31.21人。